# Olympic (schip, 1911)
De RMS Olympic was een lijnschip dat dienstdeed van 1911 tot 1935. Het was een zusterschip van de Titanic en Britannic. Het was het eerste van de drie lijnschepen die de rederij White Star Line liet bouwen voor het populaire trans-Atlantische verkeer.

## Bouw
Toen de White Star Line in 1907 besloot om drie nieuwe superliners te bouwen, was men niet zeker of men voor de voortstuwing gebruik zou maken van conventionele stoommachines met twee schroeven of de ultramoderne stoomturbine (een uitvinding van Charles Parsons) met drie schroeven. Daarom kocht men twee schepen van de Dominion Line, de Megantic en de Laurentic I. De Megantic was uitgerust met stoommachines, de Laurentic met een stoomturbine. Na een krachtmeting bleek al snel dat de stoomturbine superieur was aan de conventionele stoommachines. De drie schepen (intussen was al beslist dat de schepen Olympic, Titanic en Britannic zouden heten) werden dus uitgerust met stoomturbines.
Op 20 oktober 1910 werd het eerste schip, de Olympic, te water gelaten. Met een lengte van 269 meter was het schip het langste schip ter wereld. De romp bevatte vijftien waterdichte schotten, die het schip in zestien waterdichte compartimenten verdeelden. Het schip zou nog kunnen drijven als een kwart van die compartimenten ondergelopen was. Een centraal trappenhuis verbond drie dekken en de eetzaal was de grootste drijvende eetzaal ter wereld. Bij de tewaterlating werd 23 ton vet, olie en zeep gebruikt om het schip van de helling te laten glijden. Het duurde exact 62 seconden om het schip in de rivier te krijgen. Vervolgens werd de luxueuze inrichting van het schip afgebouwd. 29 enorme stoomketels werden geïnstalleerd en in een speciaal gebouwd droogdok werden de drie enorme schroeven aan de assen gezet. Op de dag dat de Titanic te water werd gelaten, kon de Olympic als volwaardig schip worden overgedragen aan de White Star Line.

## Reizen
Op 14 juni 1911 ving het schip zijn maiden voyage aan, naar New York. Tijdens de succesvolle oversteek haalde het schip een snelheid van 21,7 knopen. Op de vijfde oversteek gebeurde een ongeluk. Op 20 september 1911, toen het schip rond het eiland Wight voer, was er nog een ander schip in de buurt, de kruiser HMS Hawke van 7350 brt. De Hawke werd door de 45.000 brt metende Olympic meegezogen en boorde zich net achter de hoofdmast van de Olympic in de romp. Twee compartimenten liepen vol. Kapitein Edward John Smith (die later met de Titanic ten onder ging) wist dat dat niet genoeg was om de Olympic te doen zinken, maar de reis voortzetten was onmogelijk. Men kon ook niet terug naar Southampton, omdat het tij dat niet toeliet. Er zat niets anders op dan de 1300 passagiers met kleinere schepen naar wal te verschepen. Het schip zelf voer naar Belfast om op de werf van Harland and Wolff opgelapt te worden. Op 20 november kon het schip zijn normale schema hervatten.

## Ondergang van zusterschipTitanic
Toen zusterschip Titanic op 15 april 1912 verging, zette de Olympic koers naar de plek van de ramp. Vlak voordat ze arriveerde, ontving ze bericht dat alle overlevenden door de Carpathia opgepikt waren. De Olympic was vrijwel identiek aan de Titanic en beschikte dus ook niet over voldoende reddingssloepen. Er ging zelfs een gerucht rond dat niet de Titanic, maar de Olympic zonk. Meteen na de ramp werden tweedehands opklapbare reddingsboten geïnstalleerd. Tegen het einde van 1912 werden definitieve veranderingen aangebracht aan de Olympic om herhaling van de ramp met de Titanic te kunnen voorkomen. Extra, volwaardige reddingsboten werden toegevoegd en waterdichte schotten uitgebreid.

## Eerste Wereldoorlog
In verband met de Eerste Wereldoorlog werd de Olympic in 1915 omgebouwd tot een troepen-transportschip. In de oorlogsjaren die hierop volgden heeft het miljoenen soldaten vervoerd en zelfs een Duitse duikboot tot zinken gebracht. Daarmee is Olympic het enige koopvaardijschip dat tijdens de Eerste Wereldoorlog een oorlogsschip tot zinken heeft gebracht. Het schip kreeg in deze tijd de bijnaam Old Reliable oftewel Oude Betrouwbare.

## Na 1918
Na de oorlog kwam de Olympic weer in dienst van de White Star Line. Op 15 mei 1934 was het schip opnieuw betrokken bij een aanvaring. In dichte mist botste ze, op weg naar New York, op het lichtschip LV-117, 42 mijl ten zuiden van Nantucket. Het lichtschip brak in tweeën en zonk. Vier van de elf bemanningsleden kwamen hierbij om, drie overlevenden stierven later aan hun verwondingen.
De Olympic zelf werd nog verschillende malen aangepast om met de tijd mee te kunnen gaan. De markt voor passagiersschepen verslechterde echter sterk door de opkomst van het passagiersvliegtuig. Op 27 maart 1935 begon de Olympic aan zijn 257e en laatste Trans-Atlantische reis. Op 7 april was ze terug in Southampton en zou voor de sloop worden verkocht.

## Poging tot behoud en sloop
In mei 1935, een paar maanden voor de geplande sloop, sprak het Britse bioscoopjournaal over een kans om de Mauretania en Olympic te redden van de sloop. Er meldde zich een Franse miljonair die van plan was de Olympic volledig te herstellen. De Olympic werd in juni 1935 opgeleverd aan de 'redder'. Al spoedig bleek echter dat de constructie erg slecht was. Er zaten gaten in de romp en de huidplaten waren verroest. Een maand later werd het schip daarom voor 100.000 dollar verkocht aan een sloopbedrijf. Elementen van de luxueuze inrichting werden geveild en kwamen terecht bij particulieren, in musea, een modern cruiseschip en een hotel. In 1937 werd de lege romp naar Schotland gesleept om de sloopklus te klaren. Het passagiersschip was 25 jaar in de vaart geweest.

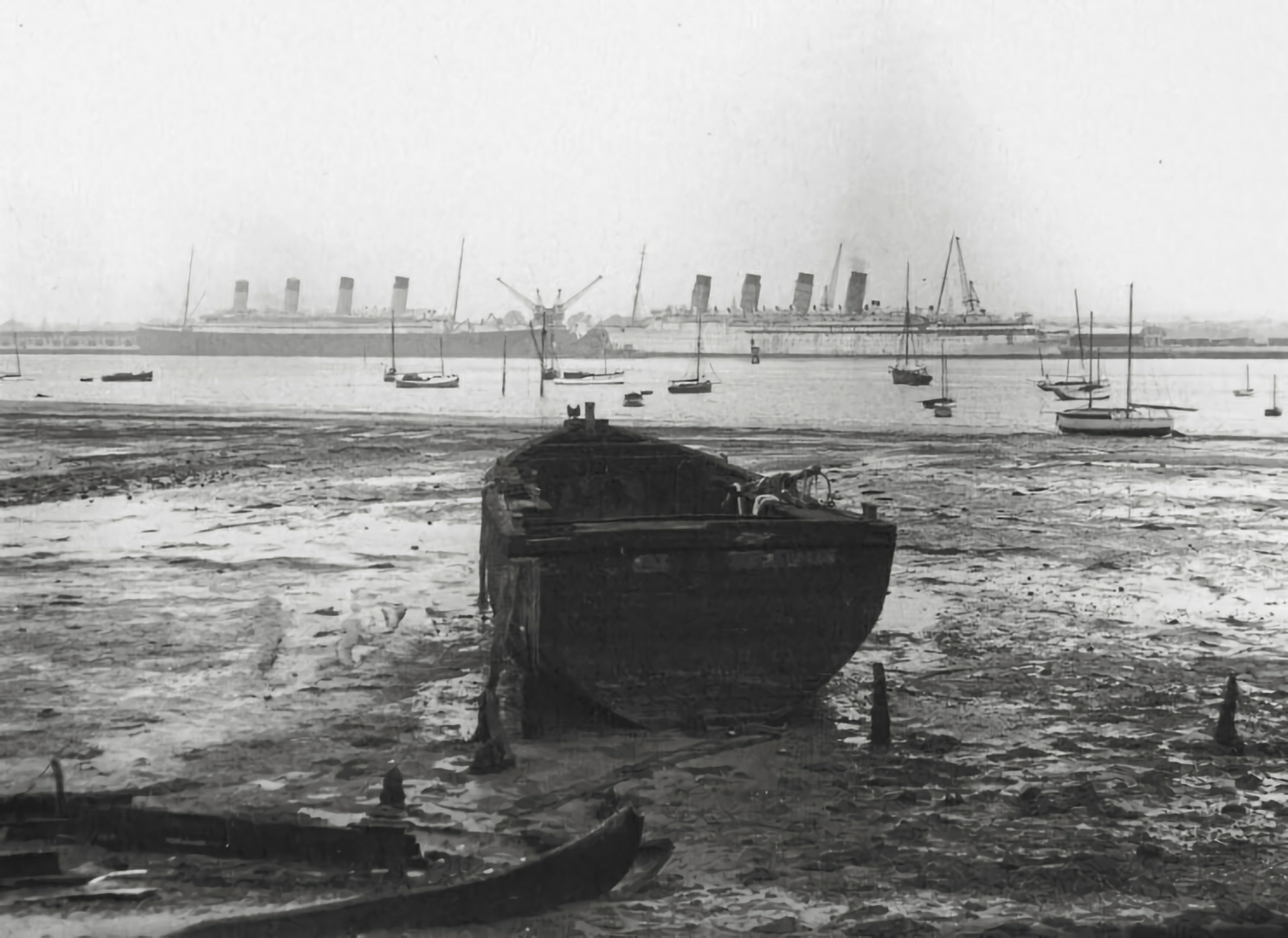
De Olympic (links) en de Mauretania (rechts, wit geverfd) wachten hun lot af in Southampton

Aangezien de zusterschepen Titanic als de Britannic al jaren eerder aan hun einde waren gekomen, betekende de sloop van de Olympic het definitieve einde voor de superliner periode van de White Star Line.

## Replica van deOlympic
Sinds de première van de film Titanic in 1997 zijn er liefhebbers die voorstellen om de Titanic, Olympic en Britannic te herbouwen.
Olympic · Titanic · Britannic